# ユセフ・コムニャカー
ユセフ・コムニャカー（英語: Yusef Komunyakaa, 1941年4月29日 - ）は、アメリカ合衆国の詩人。
出生時はジェームス・ウィリアム・ブラウン（James William Brown）。
ニューヨーク大学で教員を務め、南部作家協会の一員でもある。1994年、『Neon Vernacular』でKingsley Tufts Poetry Awardとピューリッツァー賞 詩部門を受賞している。そのほか、Ruth Lilly Poetry Prizeを受賞している。
2007年には、詩に対する貢献が認められ、Louisiana Writer Awardを受賞している。詩作の題材は多岐にわたる。